# Compito in classe
Il compito in classe (definito anche verifica) è, in ambito scolastico, una modalità con cui il docente verifica le conoscenze e competenze acquisite dallo studente.

## Svolgimento
La durata oraria del compito – la cui programmazione è solitamente definita in anticipo – è variabile, risultando principalmente legata al contenuto ed alla complessità della prova stessa. Il tempo a disposizione per lo svolgimento del compito deve pertanto essere commisurato allo stesso.
Durante la prova, è fatto divieto allo studente di consultare appunti o manoscritti e di comunicare con gli altri alunni; più in generale, sono sanzionati comportamenti che si configurino nell'ambito della disonestà scolastica.

### Tipologia
Tra le varie tipologie di compito in classe rientrano:
- dettato: consiste nella lettura a voce alta, da parte dell'insegnante, di un testo, che gli alunni deveono trascrivere correttamente;
- test a crocette: consiste in una serie di quesiti a risposta chiusa, con soluzione Vero/Falso oppure a scelta multipla;
- domanda aperta: prevede un numero ristretto di quesiti a cui lo studente deve rispondere entro un limite prefissato di righe. La modalità richiama quella utilizzata nella terza prova (multidisciplinare) dell'esame di maturità.
- tema scolastico: l'elaborazione di analisi e riflessioni su un dato argomento (di carattere scientifico, tecnologico, storico, politico o letterario);
- comprensione scritta: prevede un brano e delle domande a risposta aperta, riferite al testo stesso. Il suo utilizzo è prevalente per le materie linguistiche;
- compito con problemi: consiste nella risoluzione di quesiti e/o problemi, legati agli ambiti scientifico e matematico.

Alle suddette tipologie, va aggiunta l'interrogazione orale.

## Criteri di valutazione
La correzione della prova, orale o scritta, avviene secondo i criteri previsti dall'ordinamento scolastico. Ad ogni compito è attribuita una valutazione.